# Diocesi di Sirmio
La diocesi di Sirmio (in latino Dioecesis Sirmiensis) è una sede della Chiesa cattolica in Serbia suffraganea dell'arcidiocesi di Đakovo-Osijek. Nel 2022 contava 47500 battezzati su 777400 abitanti. È retta dal vescovo Fabijan Svalina.

## Territorio
La diocesi comprende il distretto della Sirmia, in Voivodina. Nella mappa a destra il territorio della diocesi è contrassegnato in marrone.
Sede vescovile è la città di Sremska Mitrovica, l'antica Sirmio, dove si trova la basilica cattedrale di San Demetrio (Bazilike Katedrale sveti Dimitrije).
Il territorio è suddiviso in 29 parrocchie.

## Storia
La diocesi di Sirmio fu eretta nel IV secolo. Il primo vescovo noto è sant'Ireneo, che fu martirizzato nel 304 sotto l'imperatore Diocleziano. Ancor più celebre è il martirio di san Demetrio: secondo una tradizione Demetrio era un diacono di Ireneo. Il culto del martire si irradiò da Tessalonica, dove ne furono traslate le reliquie.
Nel 395 il vescovo di Sirmio, che gode del titolo di primate, è nominato dal papa suo vicario nell'Illirio occidentale. Durante le invasioni barbariche la città di Sirmio fu distrutta due volte, nel 441 e nel 558, finché nel 582 fu conquistata dagli Avari; a motivo di questi eventi, gradualmente la diocesi perse di importanza. 
Nell'870 papa Adriano II avrebbe eletto san Metodio, apostolo degli slavi, vescovo di Sirmio. In realtà gli storici mettono in dubbio che Metodio avesse una vera e propria sede episcopale, trattandosi di un vescovo missionario. Dalle fonti coeve Metodio è indicato come archiepiscopus Pannoniensis e archiepiscopus Marabensis. L'attribuzione alla sede di Sirmio risale alla Vita paleoslava di Metodio, scritta nel XII secolo in cui si dice, senza mai menzionare Sirmio, che Metodio succedette sulla cattedra di sant'Andronico, un santo del I secolo morto in Pannonia, di cui è problematico accertare storicamente ogni relazione con Sirmio.
Dal VI secolo fino al 1229 le notizie sulla diocesi sono molto scarse. Il 20 gennaio 1229 papa Gregorio IX ristabilì la diocesi dandole come sede il monastero di Cuhet (oggi Banoštor, nel comune di Beočin in Voivodina) e rendendola suffraganea dell'arcidiocesi di Kalocsa.
Dal 1539 al 1581 fu sede vacante. Nel 1637 la residenza del vescovo era nella città di "Ulilady", che forse si può leggere Újlak, il nome ungherese di Ilok, la stessa città in cui si ritrova la residenza episcopale nel 1697. Nel 1748 il vescovo non aveva residenza fissa, ma soleva abitare nella città di Petrovaradino (oggi Novi Sad).
Il cattolicesimo rifiorì dopo la cacciata dei Turchi nella seconda metà del XVIII secolo.
Il 9 luglio 1773 con il breve Universis orbis Ecclesiis di papa Clemente XIV Sirmio fu unita aeque principaliter alla diocesi di Bosnia.
Il 18 novembre 1963 la diocesi assunse il nome di "diocesi di Đakovo o Bosnia, e Sirmio".
Il 18 giugno 2008 in forza della bolla Pastorali navitati di papa Benedetto XVI la diocesi di Sirmio è stata separata dalla sede di Đakovo, che nel contempo è stata elevata al rango di arcidiocesi metropolitana e ha assunto il nome di arcidiocesi di Đakovo-Osijek.

## Cronotassi dei vescovi
Si omettono i periodi di sede vacante non superiori ai 2 anni o non storicamente accertati.
- Sant'Ireneo † (? - 304 deceduto)
- Domno (o Domnio) † (menzionato nel 325)
- Euterio † (menzionato nel 343)
- Fotino di Sirmio † (344 ? - 351 deposto)
- Germinio † (circa 351 - circa 375/376 deceduto) (vescovo ariano)
- Anemio (o Anomio) † (dopo il 375 - dopo il 381)
- Cornelio † (circa 391 - 409 deceduto)
- Lorenzo † (primi decenni del V secolo)
- Anonimo † (menzionato nel 448)
- Sebastiano † (prima del 582 - dopo il 595)[3]
- San Metodio ? † (870 - 885 deceduto)
- Innocentius † (menzionato nel 1232)
- Oliverius  † (prima del 1247 - ? dimesso)
- Joannes † (prima del 1262 - dopo il 1274)
- Pouka † (prima del 1279 - dopo il 1291)
- Georgius † (menzionato nel 1292)
- Ladislaus † (menzionato nel 1309)
- Gregorius † (1312 - 1333 deceduto)
- Gregorius, O.F.M. † (16 giugno 1334 - prima del 1336)
- Petrus Becke † (1338 - 1349 deceduto)
- Thomas Benedicti, O.E.S.A. † (1º dicembre 1349 - 1364 deceduto)
- Demeter (Dömötör) † (10 luglio 1364 - 28 giugno 1368 nominato vescovo di Transilvania)
- István † (28 giugno 1368 - dopo il 1373 deceduto)
- János † (10 gennaio 1375 - dopo il 1391)
- Gergely Szeri Pósafi † (4 febbraio 1394 - 12 settembre 1397 nominato vescovo di Csanád)
- László † (prima del 1399 - ? deceduto)
- Tamás Ludany, O.Cist. † (18 febbraio 1399 - 23 marzo 1400 nominato vescovo di Eger e amministratore apostolico)
  - Tamás Ludany, O.Cist. † (23 marzo 1400 - ?) (amministratore apostolico)
- Pál † (1401 - ?)
- István de Upor † (1402 - 19 gennaio 1403 nominato vescovo di Transilvania)
- Donsa † (1405 - ?)
- Pál † (23 marzo 1407 - 1415)
- Péter † (1416 - ?)
- Ferenc † (1419 - ?)
- Jacobus Blasii † (13 maggio 1420 - 1433 deceduto)
- Konrad Schnosputger, O.E.S.A. † (26 luglio 1433 - 1436)
- Giacomo Piceno, O.F.M. † (prima del 1454 - ? deceduto)
- Orbán † (22 aprile 1460 - dopo il 1465 deceduto)
- Miklós Báthori † (8 gennaio 1473 - 22 aprile 1474 nominato vescovo di Vác)
- Zsigmond Palóczy † (5 aprile 1475 - circa 1480 deceduto)
- Boldizsár † (10 giugno 1479 - ? deceduto)
- János Vitéz † (31 marzo 1482 - 3 giugno 1489 nominato arcivescovo di Veszprém)
- Stjepan Crispo † (26 febbraio 1490 - ?)
- Miklós Bathkay † (29 aprile 1499 - 5 giugno 1501 nominato vescovo di Nitra)
- Gabril Polgar (Polner, Polver), O.P. † (30 maggio 1502 - ?)
- István de Szatmar † (2 settembre 1502 - 1505)
- János Ország de Guth † (1505 - 1520 nominato vescovo di Vác)
- László Macedonay † (dicembre 1520 - ? dimesso)
- István Brodarics † (11 marzo 1526 - 30 marzo 1539 nominato vescovo di Vác)
  - Sede vacante (1539-1581)
- Petrus Paulinus † (1581 - ?)
- Márton Pethe de Hetes † (1582 - 26 ottobre 1583 nominato vescovo di Vác)
  - Sede vacante (1583-1589)
- Štefan da Trnava, O.S.P.P.E. † (20 marzo 1589 - 1592 deceduto)
- Miklós Zelniczey Naprady † (1593 - 17 giugno 1596 nominato vescovo di Pécs)
- Demeter Napragdy † (1596 - ?)
- Šimun Bratulić, O.S.P.P.E. † (15 gennaio 1601 - 13 settembre 1603 nominato vescovo di Zagabria)
  - István Erdödy † (1604 - 1608) (non confermato)
  - Sede vacante (1608-1616)
- László Majthénji † (18 maggio 1616 - circa 1624 deceduto)
  - Gergely Nagyfalvay † (1624/1625 - 13 agosto 1640 nominato vescovo di Vác) (non confermato)
  - György Jakosics † (1635 - 1638 nominato arcivescovo di Veszprém) (non confermato)
  - Nicolaus Böjthe † (2 maggio 1637 - ?) (non confermato)
  - Mihaly Kopcsányi † (1640 - ?) (non confermato)
  - Benedikt Kisdy † (23 ottobre 1643 - 12 aprile 1646 nominato vescovo di Gran Varadino) (non confermato)
  - Sede vacante (1646-1652)
  - Andrea de Franciscis † (6 marzo 1652 - 1653 deceduto) (non confermato)
  - Pietro Mariani † (1653 - ?) (non confermato)
  - Petar Jurević † (4 agosto 1654 - ?) (non confermato)
  - Paulus de Tauris-Janschitz, O.F.M. † (19 settembre 1662 - 13 agosto 1663 nominato vescovo di Pedena) (non confermato)
  - Sede vacante (1663-1668)
  - János Szaszy  † (13 ottobre 1668 - ?) (non confermato)
  - Joachim Luzinszky † (13 dicembre 1674 - 9 maggio 1678 nominato vescovo di Gran Varadino) (non confermato)
  - János Kery † (24 ottobre 1676 - 5 dicembre 1678 nominato vescovo di Csanád) (non confermato)
  - Sede vacante (1678-1697)
- Francesco Jany † (1º luglio 1697 - aprile 1702 deceduto)
- Giuseppe Antonio Maria Favini, O.F.M.Conv. † (14 maggio 1703 - prima del 1709 deceduto)
- Franjo Vernić † (22 novembre 1717 - 1729 deceduto)
- Gabril Patačić † (12 febbraio 1731 - 28 settembre 1733 nominato arcivescovo di Kalocsa)
- Ladislav Szörényi † (15 febbraio 1734 - 13 novembre 1752 deceduto)
- Nicolò Gyvovich † (13 novembre 1752 succeduto - 16 maggio 1762 deceduto)
- Ivan Krstitelj Paxy † (20 dicembre 1762 - 10 settembre 1770 nominato vescovo di Zagabria)
  - Sede unita a Đakovo (1773-2008)
- Đuro Gašparović (18 giugno 2008 - 14 febbraio 2024 dimesso)
- Fabijan Svalina, succeduto il 14 febbraio 2024

## Statistiche
La diocesi nel 2022 su una popolazione di 777.400 persone contava 47.500 battezzati, corrispondenti al 6,1% del totale.
| anno | popolazione | popolazione | popolazione | presbiteri | presbiteri | presbiteri | presbiteri                | diaconi | religiosi | religiosi | parrocchie |
| anno | battezzati  | totale      | %           | numero     | secolari   | regolari   | battezzati per presbitero | diaconi | uomini    | donne     | parrocchie |
| ---- | ----------- | ----------- | ----------- | ---------- | ---------- | ---------- | ------------------------- | ------- | --------- | --------- | ---------- |
| 2010 | 50.000      | 800.000     | 6,3         | 22         | 21         | 1          | 2.272                     |         | 1         | 15        | 29         |
| 2014 | 49.000      | 800.000     | 6,1         | 21         | 20         | 1          | 2.333                     | 1       | 1         | 13        | 29         |
| 2017 | 47.700      | 795.800     | 6,0         | 17         | 16         | 1          | 2.805                     |         | 1         | 9         | 29         |
| 2020 | 47.750      | 781.830     | 6,1         | 17         | 16         | 1          | 2.808                     |         | 1         | 10        | 29         |
| 2022 | 47.500      | 777.400     | 6,1         | 16         | 15         | 1          | 2.968                     |         | 1         | 7         | 29         |

### Per la cronotassi
- (LA)  Pius Bonifacius Gams, Series episcoporum Ecclesiae Catholicae, Leipzig, 1931, p. 378
- (LA)  Konrad Eubel, Hierarchia Catholica Medii Aevi, vol. 1, pp. 453-454; vol. 2, p. 238; vol. 3, p. 301; vol. 4, p. 317; vol. 5, p. 358; vol. 6, p. 382
- (HR) Cronotassi, su biskupijadjs.hr (archiviato dall'url originale il 27 settembre 2007).
- (FR)  Jacques Zeiller, Les origines chrétiennes dans les provinces danubiennes de l'empire romain, Paris, 1918, pp. 143-147